# Philoxène Boyer
Pour les articles homonymes, voir Boyer.
Philoxène Boyer, né le 21 septembre 1829 à Cahors et mort le 12 novembre 1867 à Paris 3e, est un écrivain et dramaturge érudit français.

## Biographie
Né à Cahors, où enseigne son père, Austremoine-Léger Boyer, helléniste, au collège royal, il vit ensuite à Grenoble puis à Paris. Son père, inspecteur d'académie, connu pour d’excellentes traductions du grec, lui demande de parler le grec ancien à table, mais le prépare mal à la vie quotidienne. Dès 19 ans, il avait lu les trente mille volumes de la bibliothèque paternelle et en connaissait des centaines par cœur.
Boyer suit des études en Sorbonne pendant lesquelles il rencontre Charles Baudelaire. Il mène une vie bizarre, marquée de hauts et de bas, et néglige son hygiène par dandysme. Il débuta en littérature par un volume consacré à l'apologie du Rhin, de Victor Hugo, dont il était un admirateur zélé .
Il travaille douze heures par jour, au minimum, souvent davantage, rédigeant quantité d’articles d'encyclopédie, de livres, certains avec Théodore de Banville, rencontré grâce à Baudelaire et qui l'introduit auprès des poètes parnassiens. Il entreprend l'écriture d'un essai sur Shakespeare, mais ne peut s'y atteler, affaibli par la fatigue intellectuelle et son manque d'hygiène.
Outre de très nombreux écrivains qui le fréquentent volontiers pendant ses périodes de faste, il est l'ami de Charles Baudelaire, Victor Hugo, Théophile Gautier, Gustave Flaubert, Gérard de Nerval, Théodore de Banville et beaucoup d'autres, ayant côtoyé les soirées parnassiennes.
D'une culture impressionnante, il s'illustre comme conférencier et illumine les soirées parnassiennes par son éloquence et son savoir. Il connaissait, pour les avoir lus, relus, étudiés, analysés, de la première ligne jusqu’à la dernière, les classiques de tous les âges et de toutes les langues, préférant par dessus tous William Shakespeare, qu’il savait littéralement par cœur. Il avait entrepris d’annoter, ligne par ligne, le tragique anglais, d’indiquer tous les emprunts qu’il avait faits, tous les auteurs dont il s’était inspiré, toutes les coïncidences qu’il offrait avec les auteurs inconnus de lui. Il devait faire ensuite la même étude sur Goethe.
Il est une des dernières personnes à avoir vu Gérard de Nerval avant son suicide en 1855. Il propose, par ailleurs, à Victor Hugo de l'héberger, lors du coup d'État de Louis-Napoléon Bonaparte, futur Napoléon III, qui poussera l'auteur des Misérables à l'exil.
L’Académie française lui décerne le prix Maillé-Latour-Landry en 1860 et le prix Lambert en 1862.
Mort deux mois et demi seulement après Charles Baudelaire, Boyer est inhumé au cimetière du Père-Lachaise (12e division),. Il a laissé une veuve et trois enfants dans la misère.
Malgré une œuvre poétique et un essai sur Shakespeare inachevé, Boyer est peu à peu oublié. Une biographie intitulée Un sale ami de Baudelaire a été publiée par Sylvain-Christian David, chez Ramsay en 1987.

## Œuvres
- Le Garde-malade, vaudeville en 1 acte (avec Paul de Kock), Paris, Tresse, 1846.
- Les Chercheurs d'amour. Scènes de la vie romanesque, Paris, Albert, 1856.
- Le Cousin du roi, comédie en un acte, (avec Théodore de Banville), Paris, Levy, 1857.
- Le Feuilleton d'Aristophane, comédie satirique (avec Théodore de Banville), Paris, Levy, 1853.
- Les Deux Saisons, 1867.
- Cours... Béranger, 1857.
- L’Engagement, 1851.
- Le Rhin et les Burgraves. Lettre à M. Victor Hugo, 1849.
- Mlle Cruvelli